# Имплозия

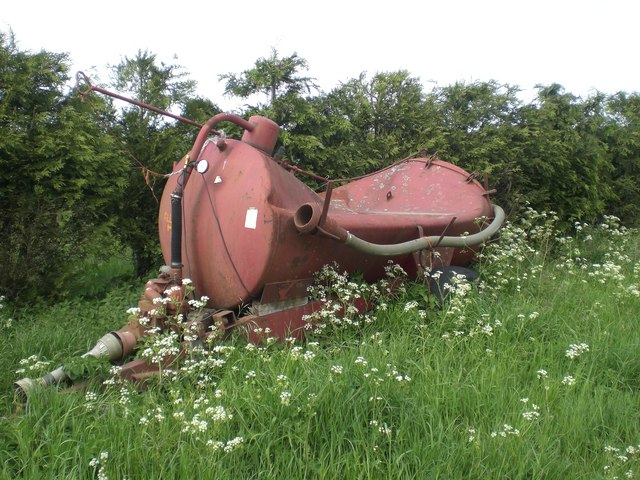
Имплозия резервуара, вызванная пониженным внутренним давлением

Импло́зия (англ. implosion) — схлопывание, взрыв, направленный внутрь, в противоположность обычному взрыву, направленному вовне (эксплозии, англ. explosion), например: обжатие вещества сходящейся концентрической взрывной волной, гравитационный коллапс; боеприпасы объёмного взрыва (БОВ), или объёмно-детонирующие боеприпасы (ОДБ).

## Основные сферы применения

### Ядерное оружие

Обжатие ядерного заряда имплозивным взрывом.

Обжатие заряда ядерной бомбы имплозивного типа, при котором подкритическая масса плутония становится сверхкритической.

### Термоядерное оружие
Когда в термоядерной бомбе срабатывают ядерные заряды, центр бомбы, в котором расположен материал для термоядерной реакции, подвергается действию высоких давлений и температур, определяемых имплозией центральной части и процессами деления. 